# Schloss Saßleben
Schloss Saßleben war ein bis ins 14. Jahrhundert zurückverfolgbarer Adelssitz im heutigen Calauer Ortsteil Saßleben, der 1945 durch Brand zerstört wurde. Schloss Saßleben gehörte von 1911 bis 1945 verschiedenen Angehörigen der Kaufmannsfamilie Wertheim.

## Geschichte

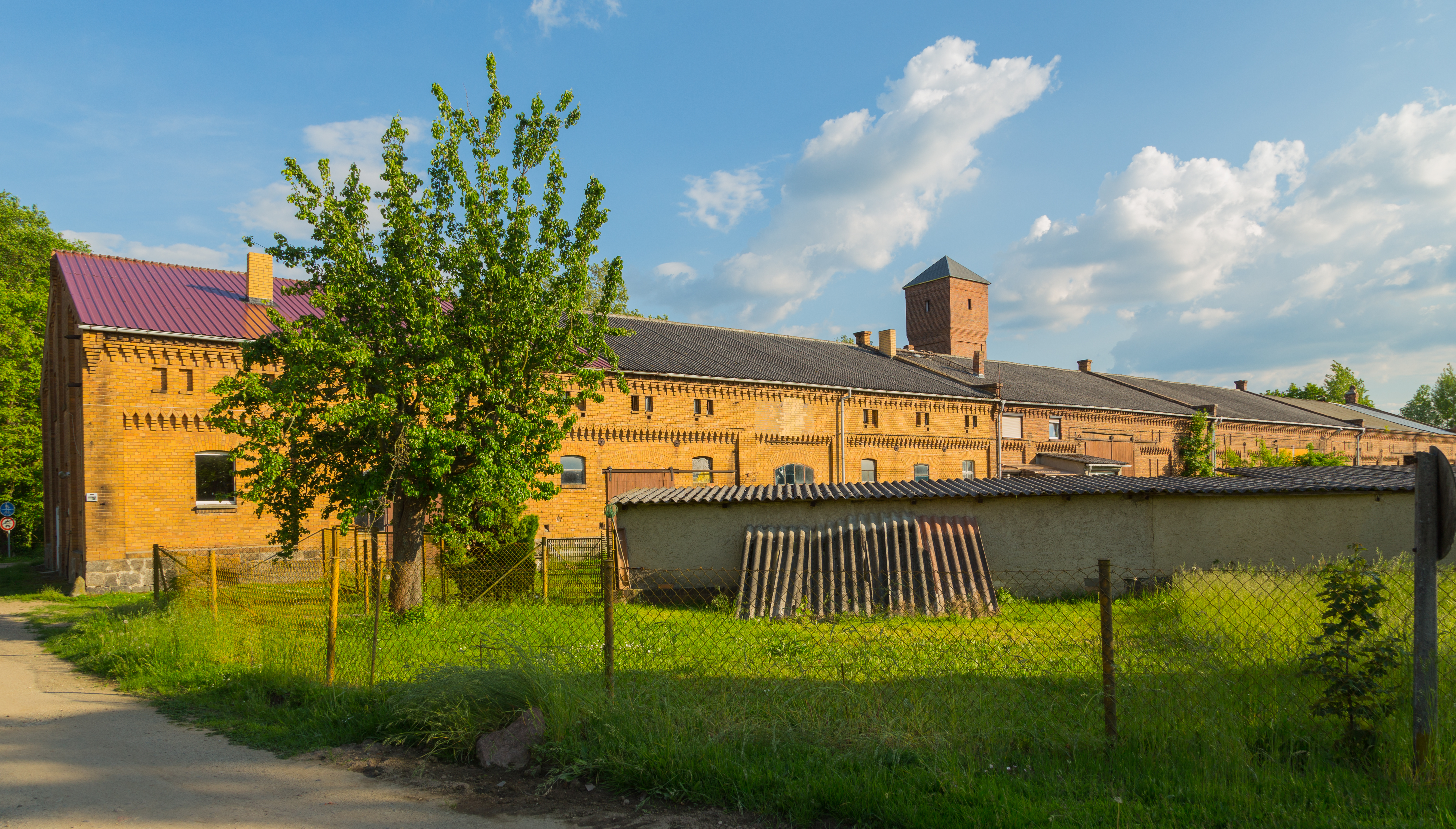
Wirtschaftsgebäude des Gutes (2019)

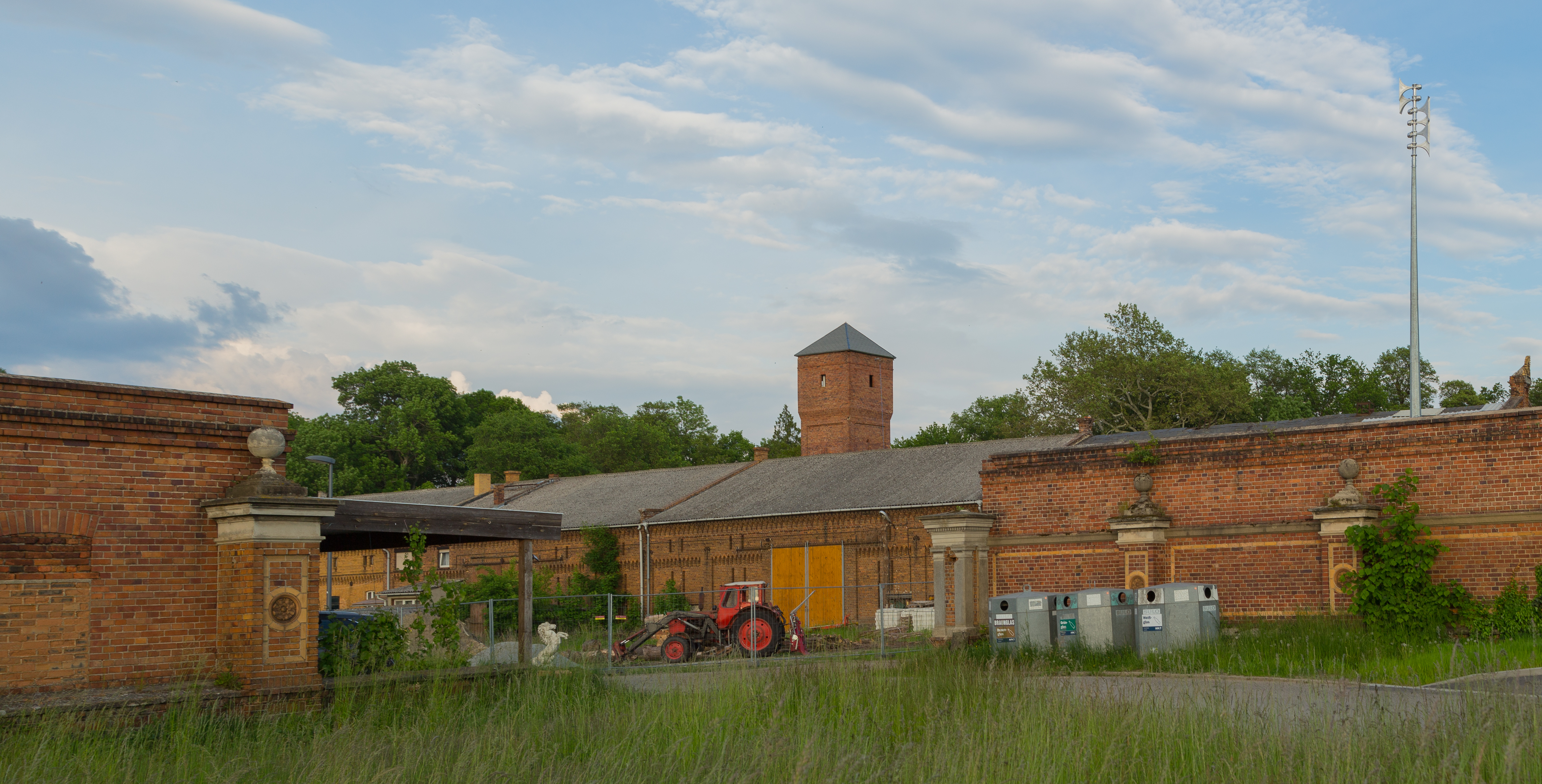
Wirtschaftsgebäude des Gutes (2019)

Ende des 18. Jahrhunderts, nach genealogischen Quellen vor 1780, kam das ehemalige Rittergut in den Besitz der Grafen zur Lippe-Biesterfeld-Weißenfeld. Erster Vertreter der Familie vor Ort wurde Friedrich Ludwig Graf zur Lippe-Weißenfeld (1737–1791). Ihm folgte sein Sohn aus der Ehe mit Christiane Dorothea Wilhelmine Freiin von Hohenthal-Naundorf,, der preußische Offizier Graf Ferdinand zur Lippe-Weißenfeld; seine Karriere begann aber zunächst mit einem Studium in Wittenberg. Saßleben blieb aber häufig ein Nebengut, Hauptwohnsitz war phasenweise Schloss Baruth in der Lausitz. Saßleben bestand Mitte des 19. Jahrhunderts aus dem Dorf, einer Kolonie, einer Schäferei, der Wassermühle und dem juristisch eigenständigen Rittergut der Grafen. Einer der Nachfahren war Graf Hugo zur Lippe-Weißenfeld (1809–1868), letzter amtierender Graf Lippe auf Sassleben. Die noch minderjährigen Kinder von Graf Hugo zur Lippe und seiner Frau Wilhelmine Freiin Schenk von Geyern (1830–1891), Sohn Erich (* 1853) und Tochter Ida (* 1863), beide in Saßleben geboren, veräußerten nach dessen Tod 1868 die Begüterung Saßleben. Später ist diese genealogische Grafenlinie ausgestorben. Die Grafen zur Lippe ließen nachweislich zu Beginn des 19. Jahrhunderts ein neues Schloss errichten und den Park anlegen.
Etwas vor 1879 kaufte der Berliner Likörfabrikant Hermann Gilka das Anwesen und ließ es umbauen. Er war so bereits im gleichen Jahr erstmals amtlich publizierten Generaladressbuch der Rittergutsbesitzer benannt, Wohnsitz Berlin und Gutsherr auf 477 ha. Damals erhielt das Schloss die Form, in der es bis zu seiner Zerstörung 1945 blieb.
Zwischenzeitlich war das Herrenhaus mit Gut weiterhin Eigentum von Hedwig Harlander, geb. Ehrenreich, Ehefrau des damaligen kgl. bayr. Majors, zuletzt Generalleutnant, und Mitglied des Reichsmilitärgerichts Karl Harlander. Frau Harlander war eine verwitwete Gilka. Familie Harlander lebte zumeist im Wechsel in München und in Berlin.
Um 1911 kaufte Georg Wertheim das Gutsschloss als Geschenk für seine Frau Ursula, geb. Gilka. Das Schloss diente der Familie als Sommersitz, die Familie wohnte fast ausschließlich in Berlin. Als Verwalter der 478 ha großen Rittergutes vor Ort agierte ein Administrator Springer. Die Insel im Teich des Schlossparks wurde mit einer Bootsanlegestelle versehen, geschmückt von zwei Sphingen und einem Springbrunnen. Ein Tennisplatz links des Schlosses und ein gusseiserner Pavillon rechts davon (der heute im Park von Schloss Fürstlich Drehna steht) rundeten das Ensemble ab.
Um seine Frau vor den Auswirkungen der Rassengesetze des „Dritten Reichs“ zu schützen, ließ sich Georg Wertheim Mitte der 1930er Jahre von seiner Frau Ursula scheiden, die weiterhin den Namen Wertheim trug und mit Georg bis zu dessen Tod 1939 zusammenlebte. Nach der Scheidung schenkte Georg Wertheim Schloss Saßleben seiner Ex-Frau. Damit war es den Enteignungsverfahren der NS-Bürokratie entzogen. Ursula Wertheim heiratete nach dem Tod Georg Wertheims den Schlossverwalter Arthur Lindgens, mit dem sie wenig später in die USA emigrierte. Kurz nach Kriegsende ging das Schloss 1945 in Flammen auf. Die genaue Brandursache ist bis heute ungeklärt.
Die Ruine des Schlosses wurde abgerissen. Stehen blieben die Stallungen und Scheunen, die später von der örtlichen LPG genutzt wurden.
Die Gutsanlage und der Schlosspark stehen unter Denkmalschutz.

## Archivgut (Auswahl)
- Graf Friedrich Ludwig zur Lippe auf Saßleben gegen den Rat zu Calau und die Gemeinde Altnau wegen des Beitrags zum Pfarrbau in Saßleben; 1775–1778 (Akte), In: BLHA 40C 1676.